# 山葉MT-15
Yamaha MT-15是山葉自2018年起生產的摩托車。它基於YZF-R15，配備155cc水冷式單缸發動機，配有主機架和可變氣門正時機構 (VVA)、倒立式前叉等。前臉造型是基於2017年款的MT-09 。

## 概述
2018年12月開始在泰國生產，隨後於2019年1月在印尼生產。印尼規格也出口到菲律賓和越南。於2020年11月開始在馬來西亞生產。
2019年4月起在印度生產，發動機和車架設計與泰國規格相同，前叉、搖臂、車輪尺寸等幾個部分不同。雖然外觀上幾乎沒有差別，但是印度版本標配了ABS。
印度最新一代MT-15V2標配倒立式前叉、鋁製擺臂、雙通道ABS和藍牙連接。
2024年第四季，台灣山葉機車推出全新國產化MT-15，是台灣山葉繼SR150後再度推出的檔車。